# Nhà thép tiền chế

A pre-engineered metal building under construction

Nhà thép tiền chế là loại nhà làm bằng các cấu kiện bằng thép và được chế tạo và lắp đặt theo bản vẽ kiến trúc và kỹ thuật đã chỉ định sẵn. Quá trình làm ra sản phẩm hoàn chỉnh (có kết hợp các bước kiểm tra và quản lý chất lượng) được trải qua 3 giai đoạn chính: Thiết kế, gia công cấu kiện và lắp dựng tại công trình. Toàn bộ kết cấu thép có thể sản xuất đồng bộ sẵn rồi đưa ra công trường lắp dựng trong thời gian khá ngắn.
Những công trình kiến trúc thường sử dụng loại nhà này gồm: nhà xưởng, nhà kho, nhà trưng bày, siêu thị, công trình thương mại, nhà cao tầng,...
Trong những năm 1960, các thiết kế kỹ thuật tiêu chuẩn hóa cho các tòa nhà lần đầu tiên được bán trên thị trường như các nhà thép tiền chế. Trong lịch sử, cấu trúc khung chính của một tòa nhà được thiết kế trước là một tập hợp các khung hình chữ I, thường được gọi là I-beam. Trong các công trình tiền chế, dầm I được sử dụng thường được hình thành bằng cách hàn các tấm thép để tạo thành phần I. Các dầm I sau đó được lắp ghép liên kết bằng bulong để tạo thành toàn bộ khung của tòa nhà được thiết kế sẵn. Một số nhà sản xuất dán các khung (thay đổi theo chiều sâu mạng) theo các hiệu ứng tải địa phương. Kích thước tấm lớn hơn được sử dụng trong các khu vực có hiệu ứng tải cao hơn.

## Những thông số cơ bản để xác định mô tả một nhà thép tiền chế
- Chiều rộng nhà: Chiều rộng của nhà tùy thuộc vào yêu cầu. Chiều rộng nhà được tính từ mép ngoài tường thứ nhất đến mép ngoài tường thứ hai.
- Chiều dài nhà: Chiều dài của nhà tùy thuộc vào yêu cầu. Chiều dài nhà được tính từ mép ngoài tường thứ nhất đến mép ngoài tường thứ hai tính từ hướng nhìn của cửa chính.
- Chiều cao nhà: Chiều cao của nhà tùy thuộc vào yêu cầu. Chiều cao nhà được tính từ chân cột đến diềm mái (giao giữa tôn mái và tôn tường).
- Độ dốc mái: Độ dốc mái ảnh hưởng đến việc thoát nước mưa ở trên mái. Thông thường, độ dốc mái được lấy i = 15%
- Bước cột: Bước cột là khoảng cách giữa các cột theo phương dọc nhà. Bước cột được xác định dựa vào chiều dài của nhà và mục đích sử dụng trong nhà.
- Tải trọng: Tải trọng tính toán tác động lên công trình bao gồm các loại tải trọng sau: trọng lượng bản thân, hoạt tải mái, tải trọng gió, tải trọng cầu trục, tải trọng sàn, Tải trọng sử dụng...

## Thành phần cấu tạo chính
- Khung chính (cột, kèo, dầm)
- Thành phần kết cấu thứ yếu khác: xà gồ, giằng...
- Tấm thép tạo hình
- Tôn lợp mái
- Móng là kết cấu chịu lực chính cho toàn bộ ngôi nhà, người ta có thể làm móng nông hoặc móng sâu tuỳ vào nhu cầu. Với những công trình lớn làm móng sâu chống lật. Móng được thi công và để bulong thường kích thước bulong M22 trở lên để liên kết với cột.

## Tính kinh tế của nhà thép tiền chế
Việc tiết kiệm vật liệu tại các vùng ít chịu lực của các cấu kiện khung chính đã giúp Nhà thép tiền chế kinh tế hơn so với nhà thép thường đặc biệt là các nhà thấp tầng với độ rộng dưới 120m và chiều cao mép mái dưới 30m. Hơn nữa, hệ thống Nhà thép tiền chế chỉ sử dụng các mối liên kết đã được thiết kế sẵn và các nguyên vật liệu đã được xác định trước để thiết kế và sản xuất các kết cấu nhà. Vì vậy, nó làm giảm đáng kể thời gian thiết kế, sản xuất và lắp dựng.

### So với loại nhà khác
- Trọng lượng nhẹ so với các vật liệu khác giúp làm giảm áp lực tải trọng về mọi mặt.
- Tiết kiệm vật liệu phụ (so với các loại nhà cố định truyền thống).
- Lắp dựng đơn giản, nhanh chóng, bất chấp mọi điều kiện thời tiết.
- Tận dụng tối đa không gian nhà xưởng với dải bước nhịp lớn.
- Tính đồng bộ toàn khung thép cao.
- Dễ mở rộng quy mô.
- Bớt tốn kém thời gian, tiền bạc bởi các cấu kiện được chế tạo sẵn có từ nhà máy.
Đặc biệt nhà thép tiền chế cách nước tốt bằng cách sử dụng hệ thống mái mối đứng, các thành phần thoát nước và diềm mái. Đây là một hệ thống nhà cực kỳ linh hoạt, cho phép trang bị bên trong để đáp ứng mọi công năng và trang trí bên ngoài để thỏa mãn thiết kế kiên trúc đẹp.
Chính những lý do trên khiến nhà thép tiền chế là loại nhà lý tưởng để sử dụng làm nhà xưởng, nhà kho, nhà trưng bày, siêu thị….

## Tiêu chuẩn IAS AC472
IAS AC472 là một chứng chỉ quan trọng trong xây dựng nhà thép tiền chế. Chứng chỉ IAS AC472 là một quy trình đánh giá chất lượng hoàn chỉnh cho các công ty sản xuất kết cấu thép. Hệ thống chất lượng AC 472 là hệ thống kiểm soát chât lượng chặt chẽ bám sát ở tất cả các công đoạn từ:
Thông tin đầu vào, Thiết kế, đến triển khai chi tiết, mua hàng, sản xuất và thi công. Trong đó:
- Giai đoạn mua hàng: kiểm soát đánh giá nhà cung cấp, nguyên vật liệu đầu vào.
- Kiểm soát gia công: tại xưởng sản xuất, gia công ngoài (Bao gồm: quy trình sản xuất, quy trình Hàn, chứng chỉ liên quan đến người vận hành phải đảm bảo... tất cả đều phải tuân thủ yêu cầu, máy móc sản xuất phải được kiểm tra và đánh giá định kỳ.)
- Để duy trì chứng nhận chất lượng trong suốt thời gian được cấp phát cứ 6 tháng một lần sẽ có chuyên gia đánh giá đại diện từ IAS đến kiểm tra toàn bộ tất cả các công đoạn công việc, máy móc thiết bị.

IAS AC472 đối với quốc gia tiên tiến số 1 thế giới như Mỹ rất quan trọng. Các nhà sản xuất thép kết cấu không thuộc nước Mỹ muốn xuất khẩu chính ngạch sản phẩm sang thị trường này bắt buộc phải có chứng nhận chất lượng AC472.
- Đối với các công trình xây dựng bằng thép kết cấu, sản phẩm được làm ra với quy trình chất lượng AC472 chắc chắn sẽ được cấp phép nhanh hơn.
- Trong lĩnh vực thương mại, các dự án được lắp dựng bằng thép kết cấu sản xuất theo quy trình AC472 sẽ có giá bán tốt hơn.
- MBMA là hiệp hội các nhà sản xuất kết cấu thép hàng đầu tại Mỹ được thành lập từ năm 1956, là nơi quy định các tiêu chuẩn chất lượng chung cho những nhà sản xuất thép kết cấu. Tiêu chí bắt buộc đầu tiên đối với các công ty muốn gia nhập MBMA là phải có chứng nhận chất lượng AC472
- WorldSteel hiện là công ty đầu tiên tại châu Á đạt được chứng nhận IAS AC472.